# مايكل هوبكينز
مايكل هوبكينز (بالإنجليزية: Michael Hopkins)‏ هو مهندس معماري بريطاني، ولد في 7 مايو 1935 في بول في المملكة المتحدة.

## معرض صور

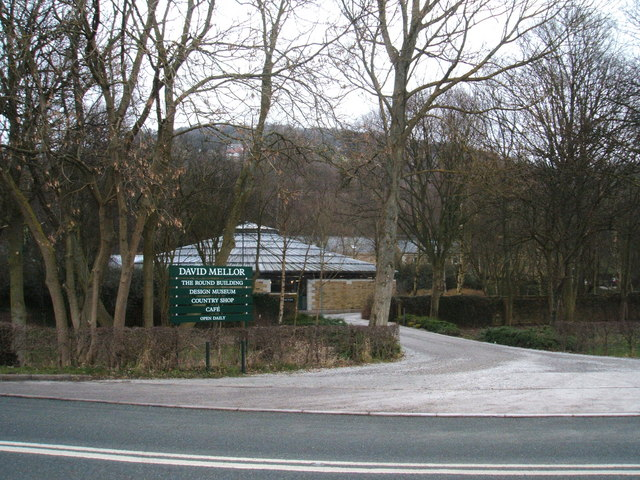
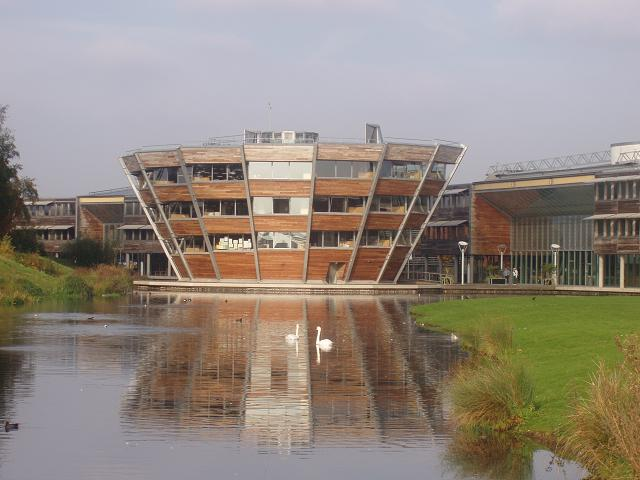
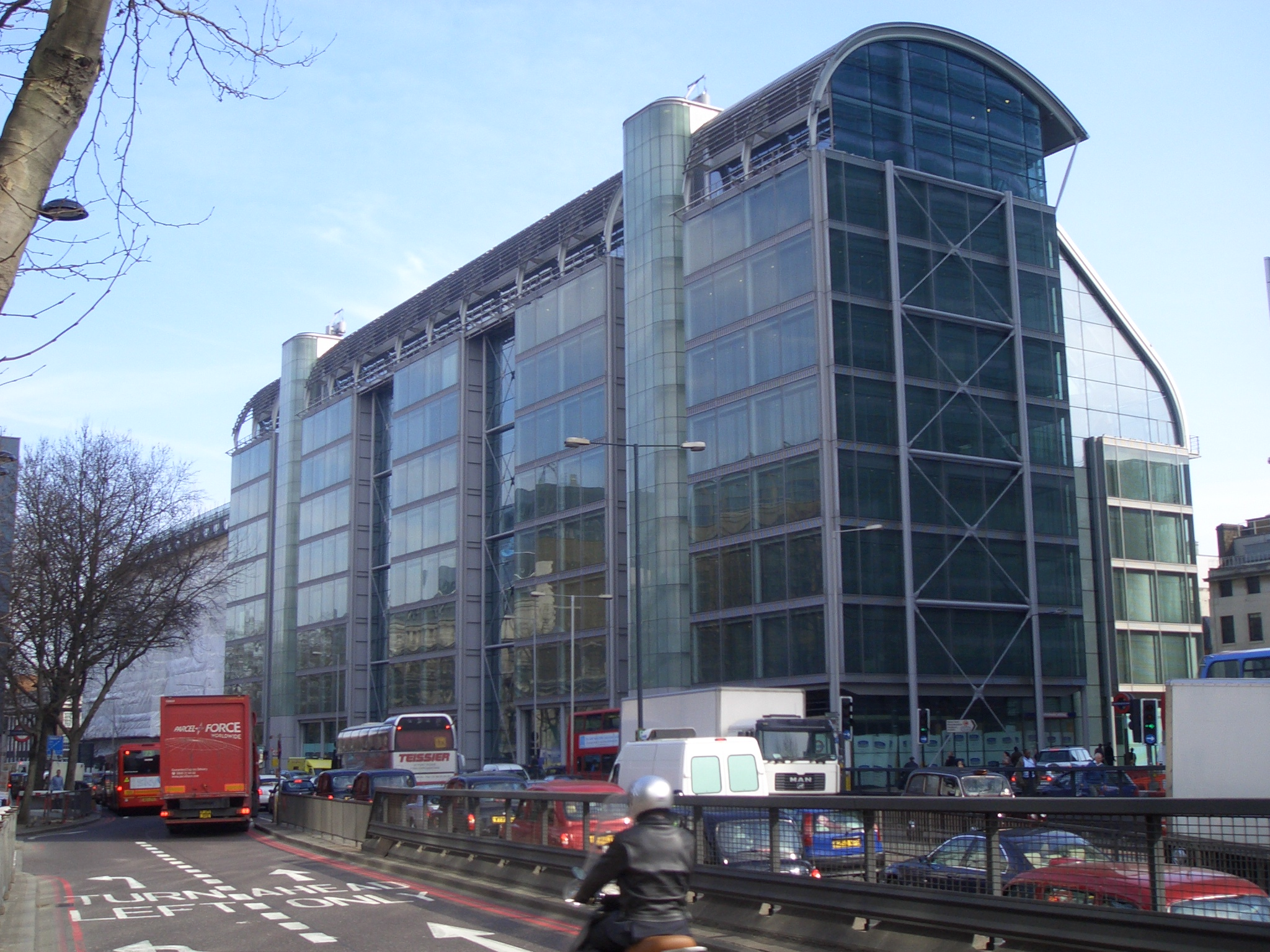
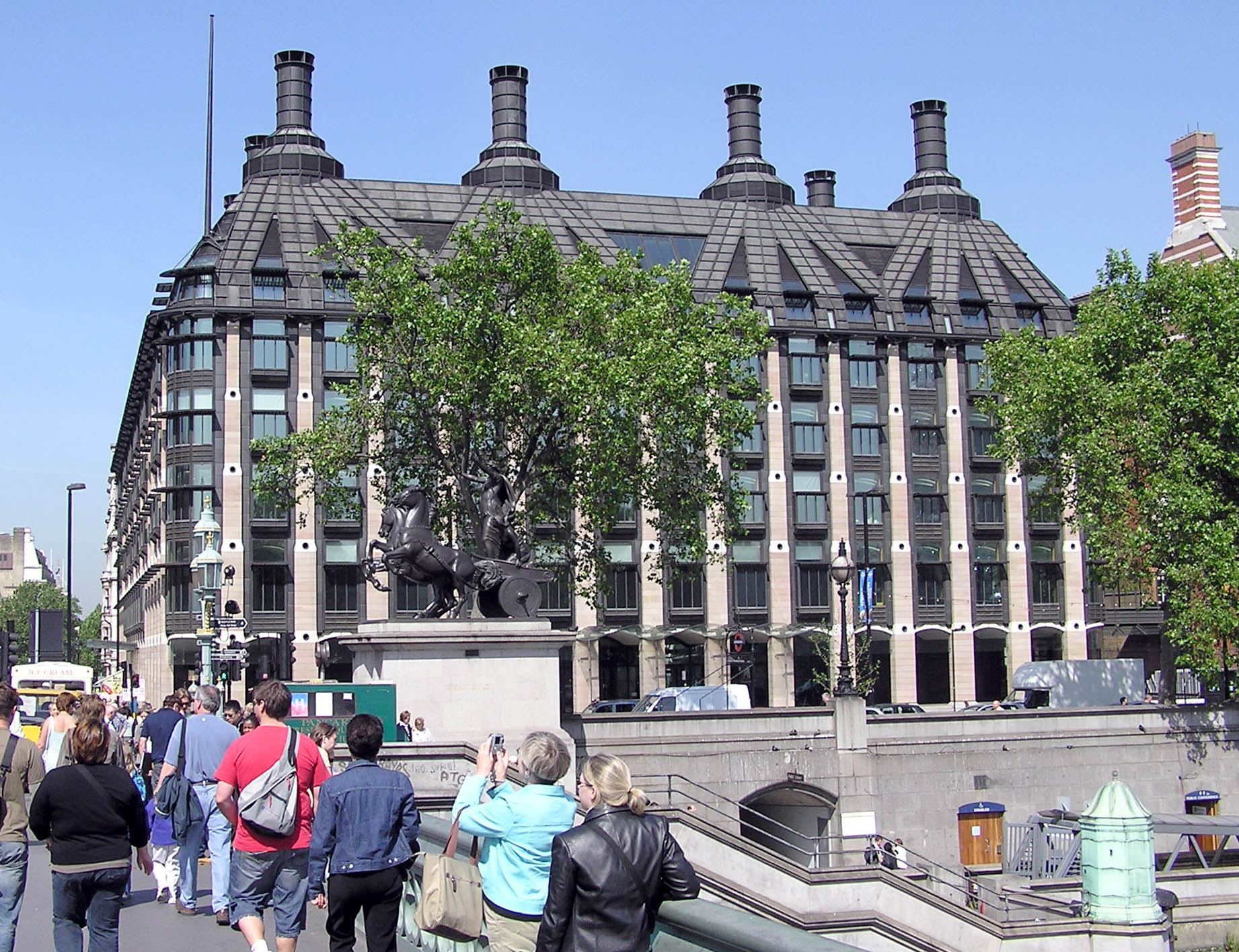
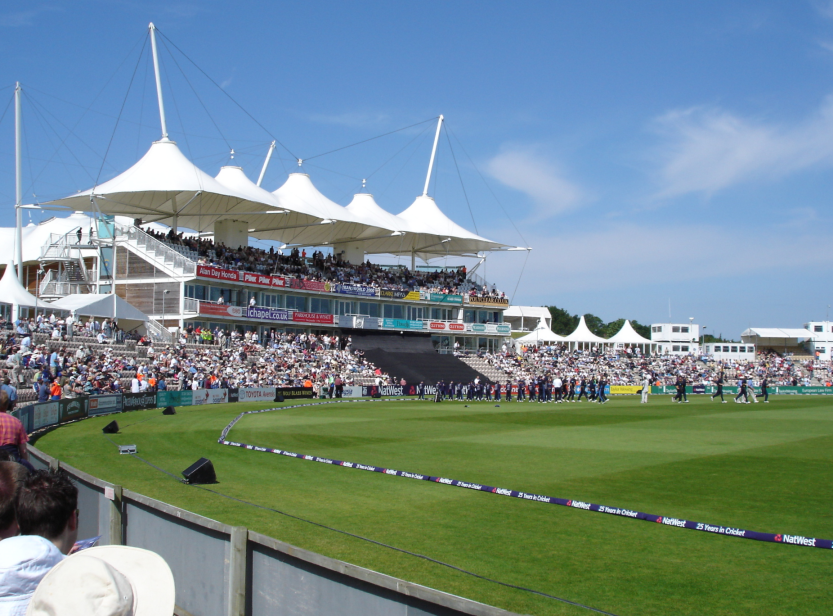
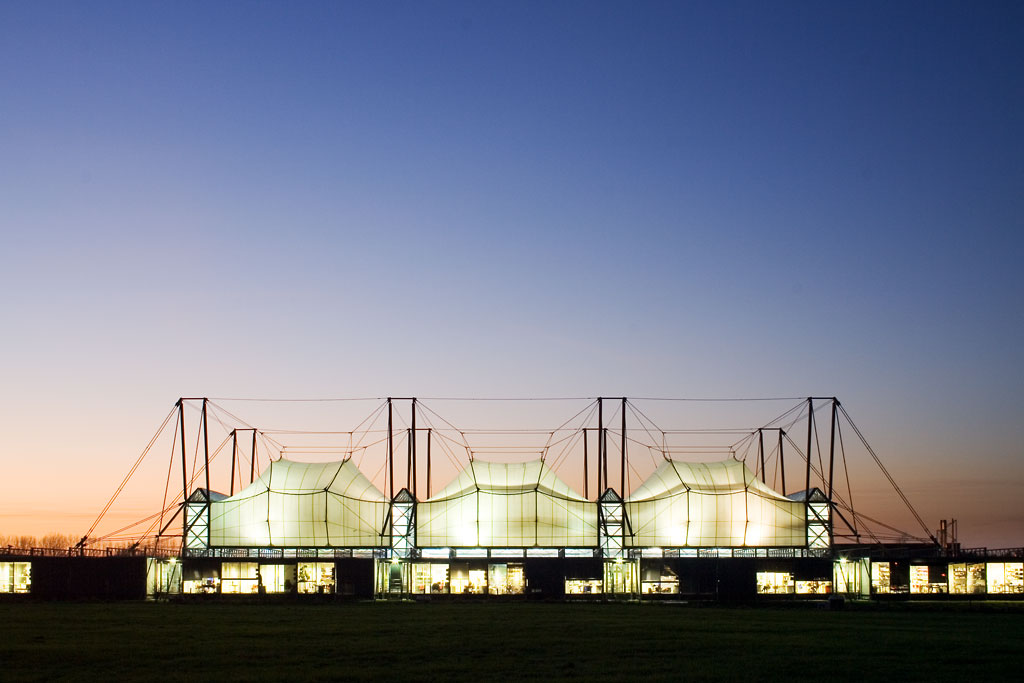